# Archidiocèse d'Embrun
Ne pas confondre avec l'ancienne province ecclésiastique d'Embrun ni avec l'actuel diocèse de Gap et d'Embrun.
L'archidiocèse d'Embrun (en latin : Archidioecesis Ebredunensis) est un ancien archidiocèse métropolitain de l'Église catholique en France.

## Histoire
Le diocèse d'Embrun (en latin : Dioecesis Ebredunensis) est érigé au IVe siècle. Selon la tradition, la province des Alpes-Maritimes (Alpes Maritimae), dont Embrun (Ebrodunum), ancienne capitale des Caturiges (Caturigi), est la métropole, est évangélisée par Marcellin, Domnin et Vincent. Marcellin devient le premier évêque d'Embrun.
Vers 420, le pape a regroupé sous la direction d'Arles les métropoles d'Aix et d'Embrun.
Au cours du Ve siècle des évêchés vont être supprimés :
- les évêchés de Cimiez et de Nice sont regroupés par le pape Hilaire en 463-466,
- les évêchés de Thorame, Salinae (Castellane) disparaissent au profit de l'évêché de Senez.

En 794, le diocèse d'Embrun redevient un archidiocèse métropolitain avec comme suffragants les diocèses de Digne, Glandèves, Grasse, Nice, Senez et Vence.
Dans un acte daté du 27 juin 997, le comte de Provence Guillaume donne à l'archevêque d'Embrun la moitié de la souveraineté de l'Embrunais qu'il venait de reprendre aux Sarrasins. Ce document est un faux.
Au XIe siècle, le diocèse d'Antibes qui dépendait de la métropole d'Aix est rattaché à l'archidiocèse d'Embrun. En 1244, le pape Innocent IV a transféré le siège épiscopal d'Antibes à Grasse.
L'archidiocèse est supprimé par la Constitution civile du clergé, adoptée par l'Assemblée nationale constituante le 12 juillet 1790 et sanctionnée par Louis XVI le 24 août suivant. Sa suppression n'est pas reconnue par le pape Pie VI. Mais, à la suite du Concordat de 1801, il n'est pas rétabli. Le pape Pie VII supprime le siège archiépiscopal et incorpore le territoire de l'archidiocèse au diocèse de Digne qui couvre alors les départements des Hautes-Alpes et des Basses-Alpes. En 1822, le diocèse de Gap est rétabli. Le titre d'archevêque d'Embrun est relevé par celui d'Aix. Depuis le 31 décembre 2007, par décret de la Congrégation pour les évêques, le titre d'évêque d'Embrun est relevé par l'évêque de Gap, devenu ainsi évêque de Gap - Embrun.

## Territoire
L'archidiocèse d'Embrun confinait : au nord, avec le diocèse de Maurienne ; à l'est, avec les diocèses de Suse, Pignerol et Saluces ; au sud, avec les diocèses de Nice, Glandèves, Senez et Digne ; et, à l'ouest, avec les diocèses de Gap et Grenoble.
Les diocèses suffragants de l'archidiocèse d'Embrun jusqu'à la Révolution étaient :
- le diocèse de Digne,
- le diocèse de Senez,
- le diocèse de Glandèves,
- le diocèse de Nice et Cimiez,
- le diocèse de Vence,
- le diocèse d'Antibes, transféré à Grasse en 1244.

Cet archidiocèse a cette particularité que, constitué à partir des civitas de l'empire romain dans les Alpes maritimes au IVe siècle, puis du Saint Empire romain germanique, il a par la suite vu les territoires de certains de ses diocèses être répartis entre le royaume de France et le duché de Savoie.
La Notitia pour les Alpes maritimes énumérait 8 cités : Embrun la métropole, Digne, Senez, Glandèves, Cimiez, Vence, et deux cités, peut-être évêchés qui n'existent plus, les civitas de Rigomagensium et Sollignensium (ou Salinensis),. Dans ce territoire montagneux, les diocèses son petits et, dans ce temps où les déplacements entre vallées sont longs et difficiles, les civitas correspondent aux vallées. Embrun, pour la vallée de la Durance, Digne pour la vallée de la Bléone, Rigomagensium doit correspondre à la vallée de l'Ubaye et serait la ville de Chorges. Salinensium peut correspondre à la vallée du Verdon dont le premier évêché a pu être Castellane (civitas Salinensis), on trouve aussi cité au Ve siècle un évêché à Thorame, ces deux anciens évêchés ont été réunis à Senez. Glandèves correspond à la haute vallée du Var et de l'Estéron. Les évêchés de Nice et Cimez, pour la côté méditerranéenne en rige gauche du Var, ont eu un même titulaire, tantôt cité à Nice, tantôt cité à Cimiez, les deux titres se succèdent ou se cumulent. Antibes pour la côté méditerranéenne, en rive droite du Var.

## Composition avant 1790
Au milieu du XVIIIe siècle, l'archidiocèse d'Embrun était divisé en 14 vicariats comprenant les 99 paroisses suivantes (65 en Dauphiné et 34 en Provence) :
- Vicariat de Barcelonnette : Les Agneliers, Barcelonnette, Faucon, Fours, Jausiers, Saint-Pons et Uvernet ;
- Vicariat de Bréziers : Astoin, Bayons, Bellaffaire, Bréziers, Faucon, Gigors, Rochebrune et Turriers ;
- Vicariat de Briançon : Briançon, Cervières, Chantemerle, Le Monêtier, Puy-Saint-André, Puy-Saint-Pierre, Saint-Chaffrey, Saint-Martin, La Salle et Villar-Saint-Pancrace ;
- Vicariat de Chorges : Avançon, Chorges, Espinasses, Montgardin, Remollon, Rousset, Saint-Étienne et Théus ;
- Vicariat d'Embrun : Baratier, Châteauroux-les-Alpes, Crévoux, Les Crottes, Embrun (3 paroisses), Les Orres, Saint-André et Saint-Sauveur ;
- Vicariat de Guillestre : Ceillac, Champcella, Eygliers, Freissinières, Guillestre, Mont-Dauphin, Réotier, Risoul, La Roche, Saint-Clément, Saint-Crépin et Vars ;
- Vicariat de Montclar : La Bréole, Montclar, Saint-Vincent-les-Forts et Ubaye ;
- Vicariat de Queyras : Abriès, Aiguilles, Arvieux, Château-Queyras, Molines, Ristolas, Saint-Véran, Le Veyer et Ville-Vieille ;
- Vicariat de Revel : Le Lauzet, Laverq, Méolans, Revel et Les Thuiles ;
- Vicariat de Saint-Paul : Le Châtelard, Fouillouse, Larche, Maurin, Meyronnes, Saint-Paul et Tournoux ;
- Vicariat de Savines : Pontis, Prunières, Le Puy, Réallon, Saint-Apollinaire, Le Sauze et Savines ;
- Vicariat de Seyne : Saint-Martin, Saint-Pons, Selonnet et Seyne ;
- Vicariat du Val-des-Prés : Montgenèvre, Névache, Plampinet, La Vachette et Val-des-Prés ;
- Vicariat de Vallouise : L'Argentière, Vallouise et Les Vigneaux.

## Évêques et archevêques
- Liste des évêques diocésains d'Embrun
- Liste des archevêques métropolitains d'Embrun
- Liste des évêques constitutionnels siégeant à Embrun
- Liste des archevêques d'Aix, archevêques d'Arles et d'Embrun
- Liste des évêques diocésains de Gap, évêques d'Embrun depuis 2008